# Matur, Kushtagi
Matur là một làng thuộc tehsil Kushtagi, huyện Koppal, bang Karnataka, Ấn Độ.